# Chiesa di San Giovanni Evangelista (Lecce)
La chiesa di San Giovanni Evangelista è una chiesa di Lecce situata nel centro storico della città, in Corte Accardo.

## Storia
La chiesa, con annesso monastero delle Benedettine, venne assoggettata alla diretta dipendenza del pontefice, da Anacleto II. Vanta una storia illustre, in quanto significativamente rappresentativa delle vicende politiche, sociali, economiche e religiose della Terra d'Otranto, dal Medioevo all'Ottocento.
La sua fondazione fu voluta dal conte normanno Accardo II, nel 1133, il quale donò il casale di Cisterno alle Benedettine. Privilegiato dalla tradizione che, tra le prime badesse, novera una sorella e una figlia del conte Accardo e una congiunta di re Tancredi d'Altavilla, San Giovanni divenne il monastero la cui comunità di claustrali fu, per molti secoli, formata da fanciulle della più facoltosa aristocrazia salentina. Inoltre costituì l'ente al cui vistoso patrimonio appartenevano interi casali e il centro, non solo di rapporti con pontefici e sovrani, ma anche di una condizione sociale, di un prestigio religioso e di un'influenza artistica di considerevole importanza che viene documentato dal prezioso archivio, dal tesoro di sacri arredi e paramenti, entrambi conservati nel monastero, e dalla sopravvivenza - unico tra tutti i monasteri cittadini - alle soppressioni, pur dopo l'incameramento statale dei beni ecclesiastici che spogliò San Giovanni di ogni sostanza.

## Descrizione

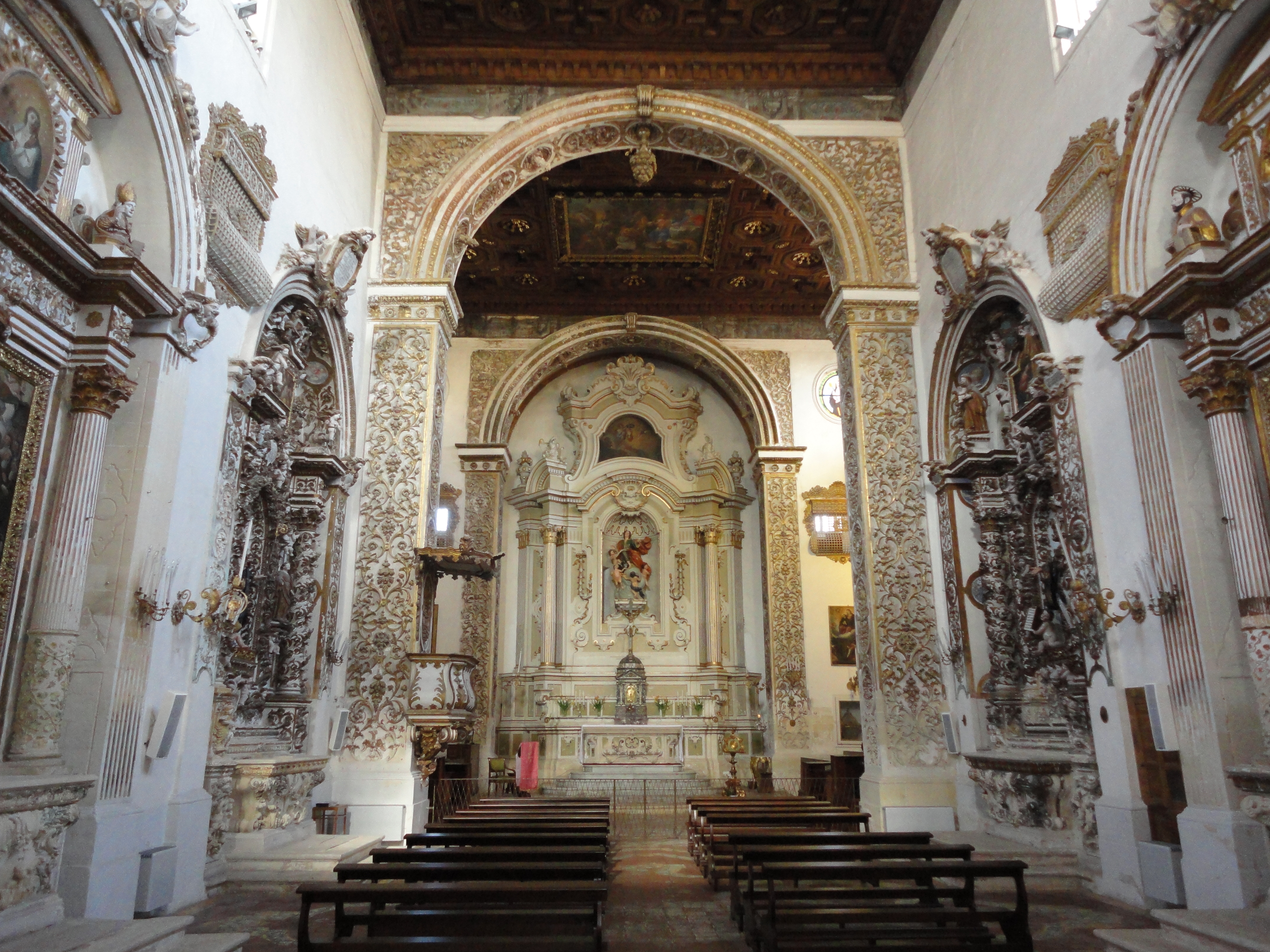
Interno

Nonostante la fondazione del complesso risalga al XII secolo, ben poco rimane della originaria struttura. Le fabbriche rivelano un'assortita rassegna di opere riferibili ai secoli XVI-XVIII.
Alla prima metà del Cinquecento appartiene, infatti, la quadrata torre campanaria costruita a più piani e adorna di archetti trilobi e di transenne lapidee alle monofore, mentre risalente al 1607 è la fabbrica della chiesa, nel cui prospetto monocuspidale è posizionata la statua in pietra leccese di San Benedetto.
L'interno della chiesa, ad unica navata e a croce latina, rappresenta la più fedele espressione di un interno claustrale del Seicento leccese e la più cordiale testimonianza di un gusto sfarzoso e mirabilmente elegante.
Di notevole colpo d'occhio sono il seicentesco soffitto ligneo a lacunari intagliati e dorati animato di tele, il settecentesco pavimento maiolicato, l'altare maggiore risalente al secolo XVIII ed ornato dal policromo gruppo ligneo del San Giovanni Evangelista in Gloria e il pulpito in stile rococò.
Nella navata sono presenti quattro altari, dei quali due risalgono alla prima metà del Seicento, gli altri due, dedicati a San Benedetto e a Santa Scolastica, sono datati 1697. Nel transetto, insistono altri due altari di epoca settecentesca, per i quali il pittore Serafino Elmo dipinse l'Ascensione di Cristo e l'Adorazione dei Pastori.
I molti dipinti, distribuiti nella chiesa come negli ambienti del vasto monastero, fanno di San Giovanni una vera e propria pinacoteca della pittura locale dal Quattrocento - cui risale un affresco della Vergine nel chiostro - fino alla prima metà del XIX secolo.